# 七夕豪雨

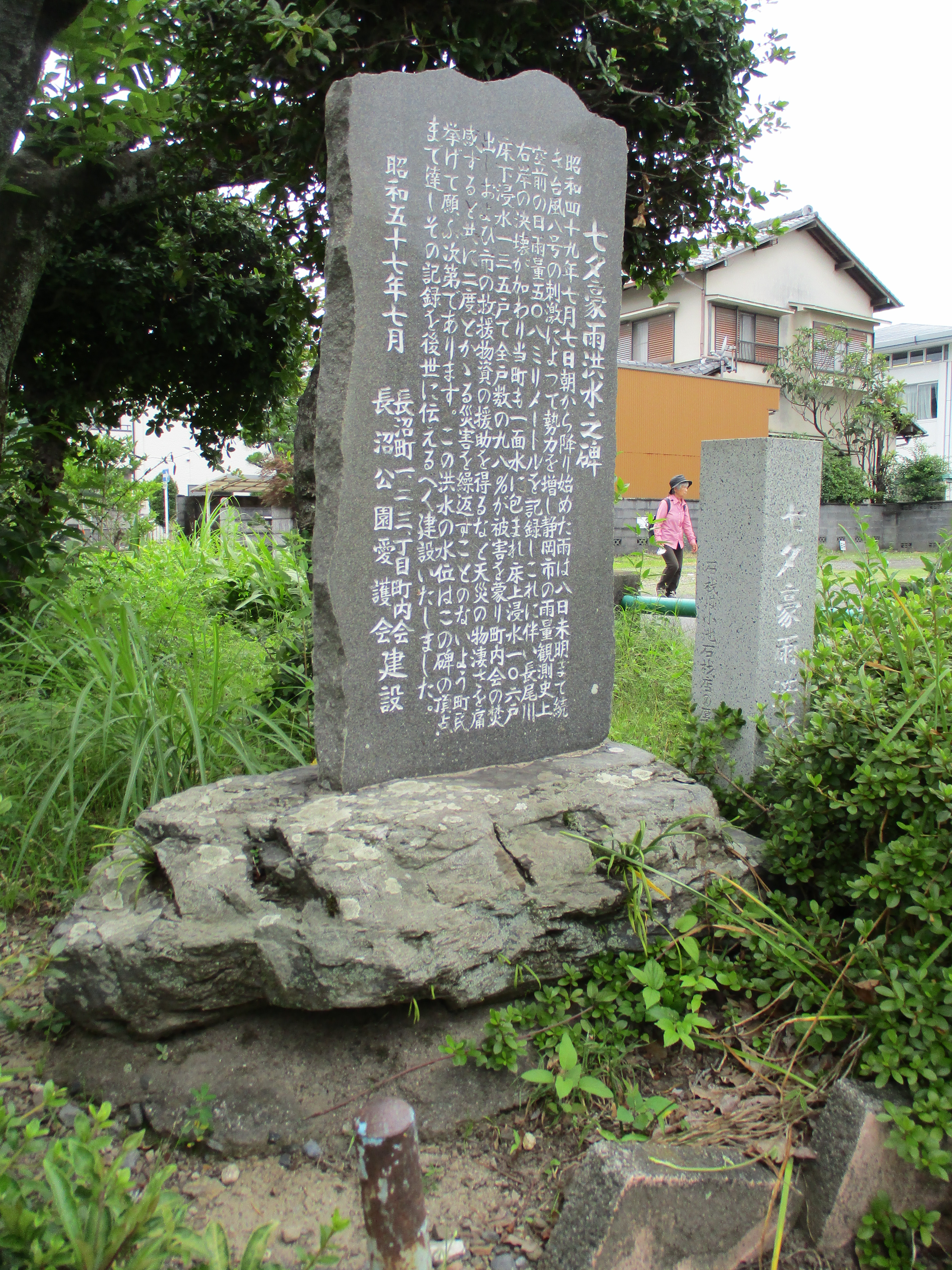
七夕豪雨之碑

七夕豪雨（たなばたごうう）とは、1974年（昭和49年）7月7日（日）に台風8号の影響により静岡県全域で浸水害をもたらした集中豪雨。

## 概要
1974年7月7日午前9時から8日午前9時までの静岡市の24時間連続雨量は508mmを記録し、これは静岡地方気象台観測史上最高記録となった。
この雨により特に被害が大きかったのが静岡市内を流れる安倍川流域と、下流域が当時の清水市である巴川流域で、各所で決壊・氾濫が発生するとともに崖崩れ・土砂崩れが発生し、死者27名、全壊・流出家屋数32戸、床上浸水11,981戸、床下浸水14,143戸もの被害が発生した。それ以外の市町村では浜松市で死者8名、沼津市で死者5名、森町と富士市と三島市でそれぞれ死者1名の被害も発生した。
巴川においては流路勾配が1/750～1/50,000のため浸水被害を起こす要因となった。この災害をきっかけに巴川の氾濫防止のため大谷川放水路（1999年（平成11年）5月完成）の建設が促進された。

## 影響
この豪雨によって、静岡鉄道清水市内線と静岡鉄道浅間山リフトが廃止されることとなった。静岡県には模型メーカー各社が集中しているが、特に巴川流域至近に本社を構えていた今井科学、青島文化教材社や、静岡市の南側に隣接する焼津市の長谷川製作所（現：ハセガワ）等、各社に、在庫や資料の破損など多大な被害が出たことが伝えられている。
7月7日は参議院議員選挙と静岡県知事選挙の投開票日でもあったことから、マスコミ各社は選挙報道とこの災害報道の両方に忙殺されることとなった。静岡市内の道路は寸断状態となり、選挙の候補者事務所で中継の準備をしていたテレビ各社は、選挙の大勢判明後直ちに中継機材を撤収し、巴川流域など被害が大きかった場所へ中継車を回すこととなったが、川の氾濫による道路の寸断により旧静岡市内、旧清水市内ともに幹線道路は大渋滞となり、取材活動にかなりの支障が出たと言われている。

## 七夕豪雨について触れた作品
- さくらももこ『ちびまる子ちゃん』 - 「まるちゃんの町は大洪水」（『りぼん』1987年6月号掲載、作者は清水市（現静岡市清水区）出身であり、当該話は自身の体験がベースである）